# ラッテちゃん
ラッテちゃんとは、山陰放送（BSS）のマスコットキャラクターである。

## 概要
BSSの開局50周年となる2004年に誕生。それに加え、それまでの「あいらぶ山陰BSS」から新たに「スイッチ!BSS」のキャッチコピーが登場。
「ラッテちゃん」の登場に伴い、女性5人・男性4人の男女混成アイドルグループ「ラッテフレンズ」も結成。

## プロフィール
- 誕生日：1月1日
- 出身地：米子市西福原（山陰放送の本社所在地）
- 性格：ラジオとテレビが大好きでやたら詳しい、マイペースで笑い上戸だし涙もろい、旅が好き
- 好物：カフェラッテ